# Thyra Kullgren
Thyra Hedera Martina Kullgren, född 12 juli 1870 i Varberg, död 16 oktober 1946 i Göteborg, var en svensk pedagog och lokalpolitiker. 
Hon var dotter till disponent Allvar Kullgren och Amalia Kullman samt kusin till Carl Kullgren.
Efter examen vid Högre lärarinneseminariet i Stockholm 1892 blev hon lärare vid Kjellbergska flickskolan där hon arbetade 1892–1909. Därefter blev hon föreståndare för det härmed förenade högre lärarinneseminariet 1909–1931 och för både skola och seminarium 1912–1931. 
Hon blev 1911 en av de första 37 kvinnliga stadsfullmäktige i Sverige, och den första kvinnliga ledamoten i Göteborgs stadsfullmäktige tillsammans med Frida Hjertberg. 
Kullgren skötte framgångsrikt en mängd sociala, pedagogiska och skolorganisatoriska uppdrag som stadsfullmäktige i Göteborg, var ledamot av Lärarelönenämnden 1916–1918 samt sakkunnig i Ecklesiastikdepartementet i fråga om skolväsendets organisation med mera.